# Piz Scalotta
Piz Scalotta är en bergstopp i Schweiz.   Den ligger i regionen Albula och kantonen Graubünden, i den östra delen av landet, 170 km öster om huvudstaden Bern. Toppen på Piz Scalotta är 2 991 meter över havet, eller 74 meter över den omgivande terrängen. Bredden vid basen är 0,27 km.
Terrängen runt Piz Scalotta är varierad. Runt Piz Scalotta är det mycket glesbefolkat, med 2 invånare per kvadratkilometer.. Närmaste större samhälle är St. Moritz, 18,9 km öster om Piz Scalotta. 
Trakten runt Piz Scalotta består i huvudsak av gräsmarker.